# Biosferni rezervat Atlaška cedra
Biosferni rezervat Atlaška cedra je biosferni rezervat v Maroku, ki ga je Unesco priznal leta 2016 in leži v pogorju Atlas, v regijah Béni Mellal-Khénifra, Drâa-Tafilalet in Fès-Meknes.
Skupno meri 13.750,00 km2, v njem živi približno 1 milijon prebivalcev. Lokalna amaziška in berberska kultura predstavlja večinsko kulturo, njuna jezika in tradicije pa so izjemno ohranjene.
Rezervat vključuje narodne parke Ifrane, narodni park Khénifra in delno park Vzhodnega visokega atlasa.
Upravlja ga Visoki komisar za vodo in gozdove ter boj proti dezertifikaciji.
Rezervat je dobil ime po atlaški cedri Cedrus atlantica manetti. Poleg atlaške in drugih vrst cedre se v gozdovih pojavljata hrast črnika (Quercus rotundifolia) in obmorski bor (Pinus pinaster).

## Opis
Za to regijo je značilno bogastvo ekosistemov in gorski vrhovi, ki segajo do 3700 m in zagotavljajo regiji kritično pomembne vodne vire. Nasadi sadja, sodobno kmetijstvo in turistične dejavnosti so nadomestili polnomadske pastirske tradicije, vendar pa jemljejo svoj davek zaradi redkih vodnih virov. Lokalna berberska kultura je na tem območju še posebej močna.
- Skupna površina: 1.375.000 ha
- Osrednje območje: 130.000 ha
- Varovalni pas: 895.000 ha
- Prehodno območje: 350.000 ha

## Biotska raznovrstnost
Rezervat je dom 75 % svetovne populacije cedre Cedrus atlantica manetti.
Rezervat je tudi zatočišče ogroženih vrst, kot so berberski makak (Macaca sylvanus), serval, Cuvierjeva gazela (Gazella cuvieri) in južna postovka (Falco naumanni), kot tudi zelo ogrožen berberski leoparda. Glavni ekosistem je nižina Haute Moulouya, sušna stepa na nadmorski višini 1500 m.
Območje obsega tri ramsarska območja: jezero Afennourir, jezero Aguelmam Sidi Ali in jezero Aguelmam Tifounassine ter jezero Isly in Tislitsko jezero.